# Palais royal de Phnom Penh
Le palais royal de Phnom Penh, au Cambodge (en khmer ព្រះបរមរាជវាំង, appelé familièrement រាជវាំង), est un complexe de bâtiments qui sert de résidence au roi du Cambodge.
Son nom complet en khmer est Preah Barum Reachea Veang Chaktomuk (ព្រះបរមរាជវាំងចតុមុខ). Les rois du Cambodge l'occupent depuis sa construction en 1860, avec une période d'absence, lorsque le pays est entré en crise pendant et après la période des Khmers rouges.
Le palais a été construit après que le roi Norodom Ier eut déménagé la capitale royale d'Oudong à Phnom Penh au milieu du XIXe siècle. Il a été construit par étapes sur les restes d'une vieille citadelle appelée Banteay Kev (បន្ទាយកែវ). Il est orienté vers l'Est et situé sur la rive occidentale du Tonlé Sap et du Mékong, à un endroit appelé Chaktokmuk (une allusion au dieu Brahma), où le Mékong se divise en deux, ce qui forme les quatre bras.

## Histoire

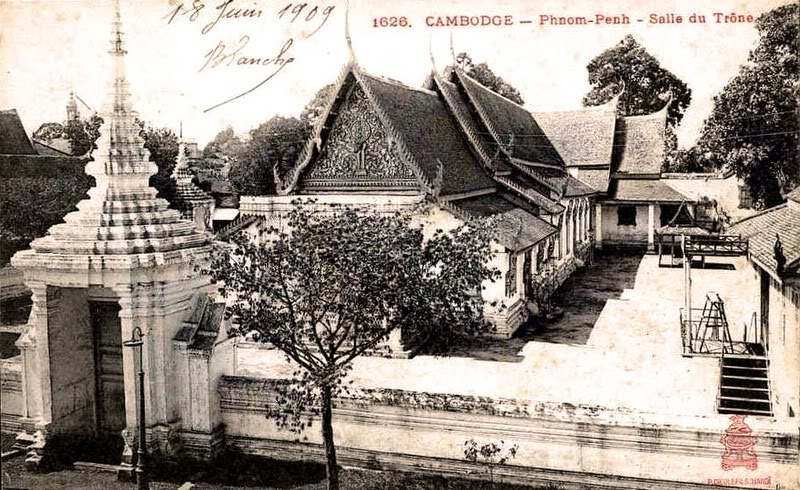
La première salle du trône, aujourd'hui disparue (avant 1910).

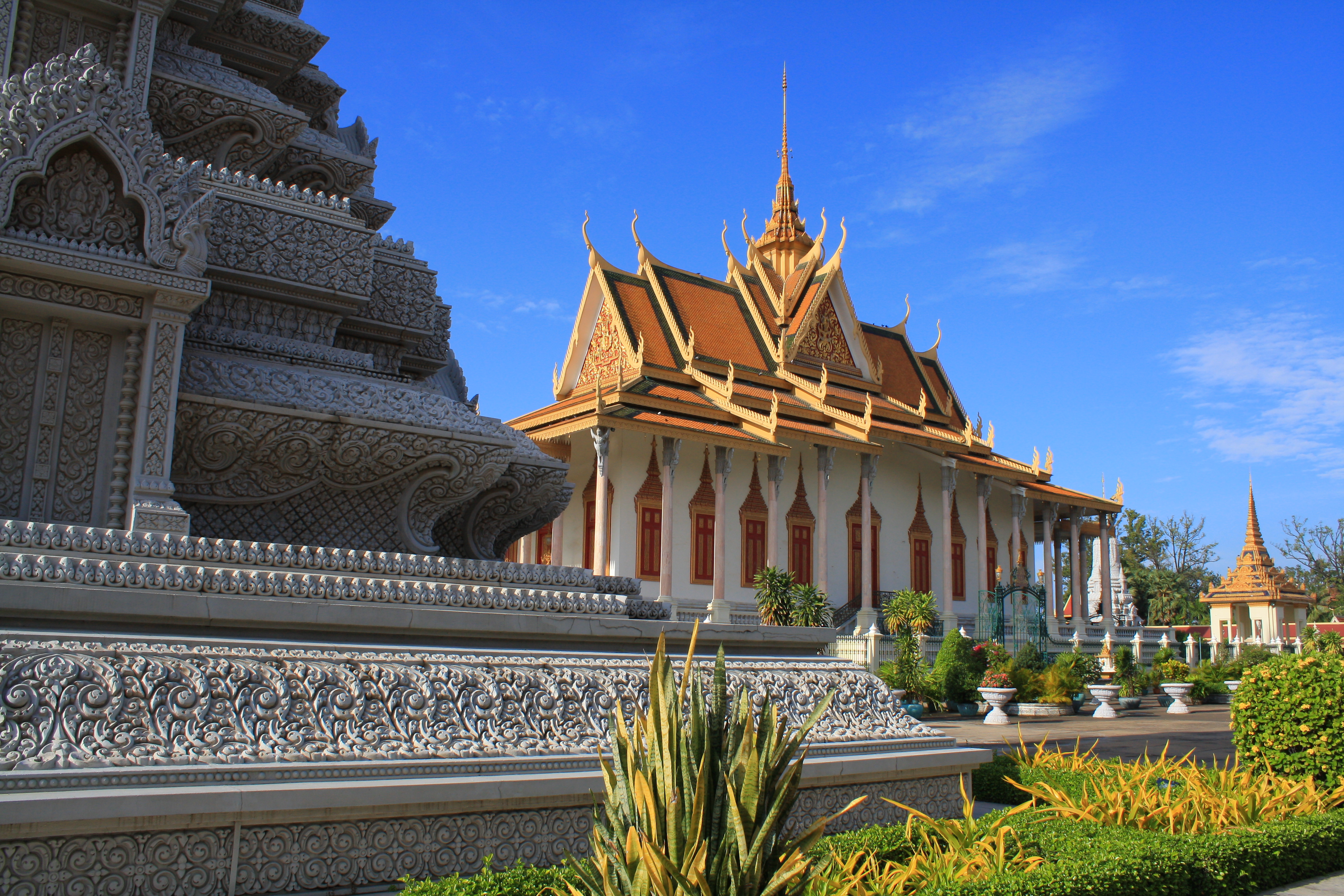
La Pagode d'argent.

L'installation du palais royal à Phnom Penh en 1866 est un événement relativement récent dans l'histoire du Cambodge. Auparavant, le siège du pouvoir khmer se trouvait près d'Angkor au nord du Tonlé Sap (de 802 jusqu'au début du XVe siècle). Il quitta Angkor détruite par le Siam, pour s'installer d'abord à Phnom Penh, qui à l'époque se nommait Krong Chatomok Mongkol Serei (khmer : ក្រុងចតុមុខ សិរីមង្គល), en 1434 (ou 1446), puis déménagea en 1494 pour Basan, et plus tard pour Longvek puis Oudong. La capitale ne revint à Phnom Penh qu'au XIXe siècle. Il n'y a pas de trace ou de restes d'un palais royal dans cette ville avant cette date.
En 1813, le roi Ang Chan II (1796-1834) construisit Banteay Kev (la Citadelle de Cristal) sur le site de l'actuel palais royal, mais il y est resté peu de temps avant de déménager à Oudong. Banteay Kev a été brûlé en 1834 lorsque l'armée siamoise sur le recul a rasé Phnom Penh. Ce n'est qu'après la mise en œuvre du protectorat français du Cambodge en 1863 que la capitale a été déplacée d'Oudong à Phnom Penh, et que le palais royal actuel a été construit.

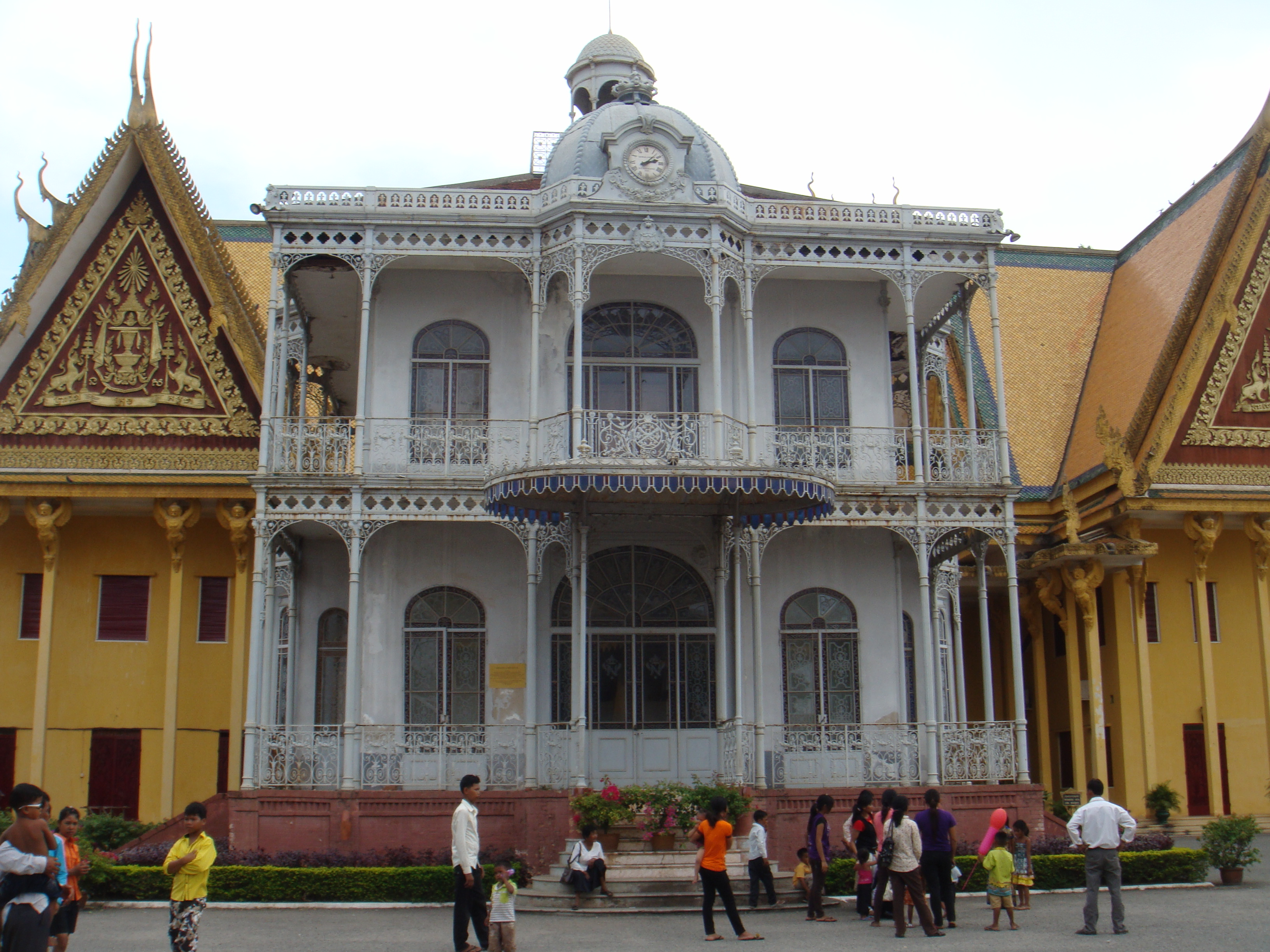
Le pavillon Napoléon, aujourd'hui fermé pour restauration.

Quand le roi Norodom Ier (1860-1904) a signé un traité de protection avec la France en 1863, la capitale de Cambodge était encore à Oudong, environ 45 kilomètres au nord-ouest de Phnom Penh. Le premier palais royal édifié à l'emplacement actuel a été conçu par l'architecte Neak Okhna Mak Tepnimith et construit par le protectorat français en 1866 ; la ville devint la capitale officielle du Cambodge l'année suivante. Au cours de la décennie suivante, plusieurs bâtiments y ont été ajoutés, dont beaucoup ont été démolis depuis et remplacés, y compris un début de pavillon Chanchhaya et une salle du trône (1870). La cour royale a été installée de manière permanente dans le nouveau palais royal en 1871 et les murs qui entourent les édifices ont été érigés en 1873. La plupart des bâtiments du palais royal, en particulier de cette période, ont été construits dans le style traditionnel khmer, mais en intégrant d'importantes caractéristiques européennes. L'une des structures les plus étonnantes de cette période est le pavillon Napoléon en métal, un cadeau de la France en 1876 (fermé à cause de sa mauvaise conservation).

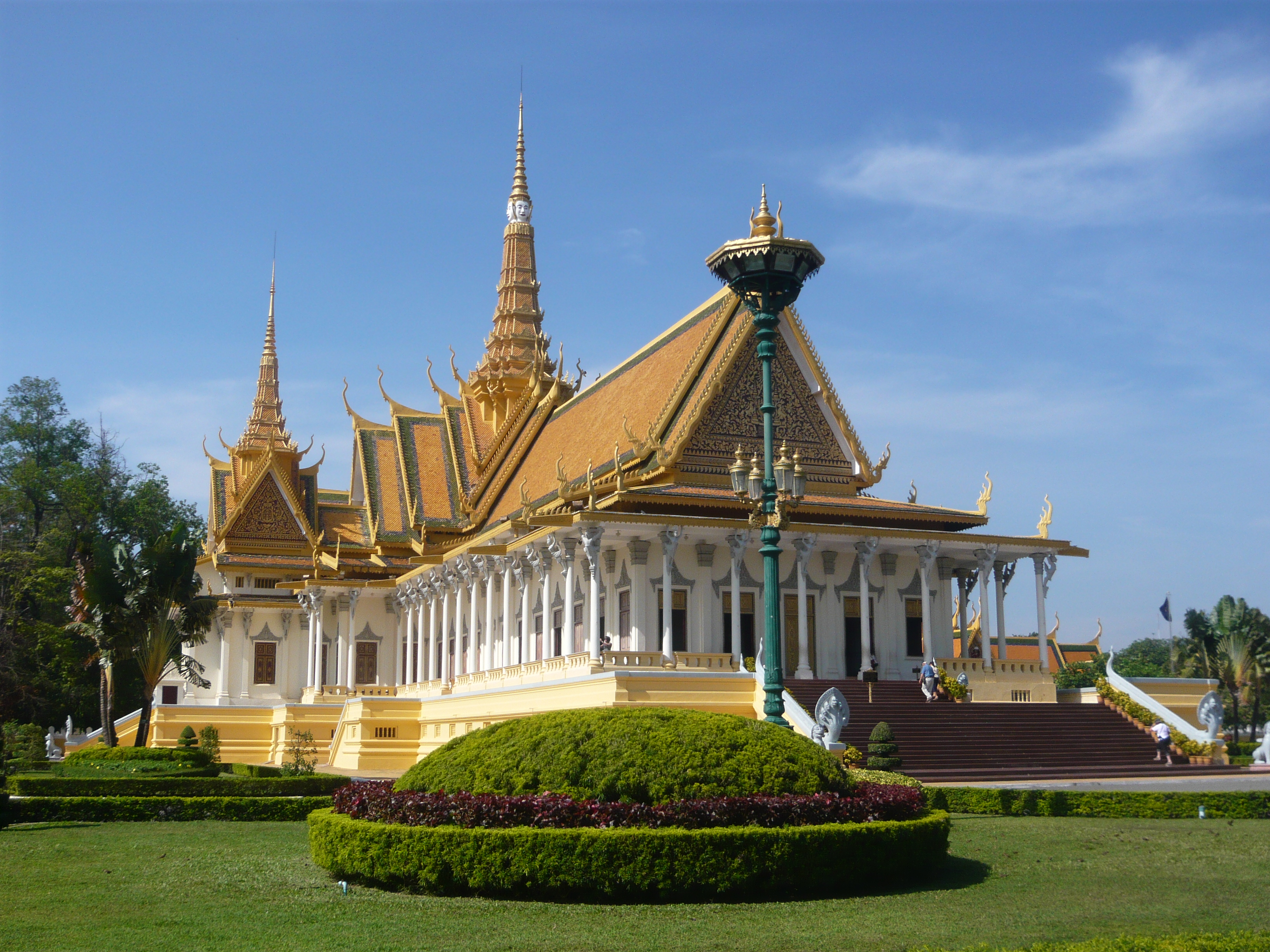
La salle du trône actuelle.

Le roi Sisowath (1904-1927) a fait plusieurs contributions importantes à l'actuel palais royal, ajoutant la salle Phochani en 1907 (inaugurée en 1912), puis de 1913 à 1919 faisant démolir plusieurs bâtiments anciens et remplacer et agrandir le vieux Pavillon Chanchhaya ainsi que la salle du Trône. Ces bâtiments utilisent l'art traditionnel khmer, même si certains éléments européens subsistent. Dans les années 1930, sous le roi Monivong, un ajout de la chapelle royale Vihear Suor (1930) a été construit. L'ancienne résidence royale a été démolie et reconstruite sous le nom de palais Khémarin (1931) ; elle sert maintenant de résidence royale. Les seuls autres ajouts importants depuis cette date ont été celui en 1956 du Bopha Villa Kantha pour accueillir des personnes étrangères et la construction de 1953 de la Chan Damnak, initialement installée dans la maison du Haut Conseil du Trône.

## Bâtiments du palais royal
Le complexe est divisé en trois par des deenceintes, la Pagode d'Argent est au nord-est, le palais Khémarin est au sud-est et la partie centrale contient la salle du trône. Les bâtiments du palais ont été construits progressivement avec le temps, certains ont été démolis et reconstruits à la fin des années 1960. Mais quelques vieux bâtiments datent du XIXe siècle.

## Architecture et espace
Le palais royal de Cambodge est un bon exemple d'architecture khmère avec son mur défensif (Kampaeng), salle du trône (Preah Tineang), temple du Bouddha d’Émeraude (Wat Preah Keo Morakot), stupas (chedei), des flèches imposantes (prang prasat) et des peintures murales. Le palais royal de Phnom Penh couvre une superficie de 174 870 mètres carrés (402 × 435 m).

### La salle du Trône

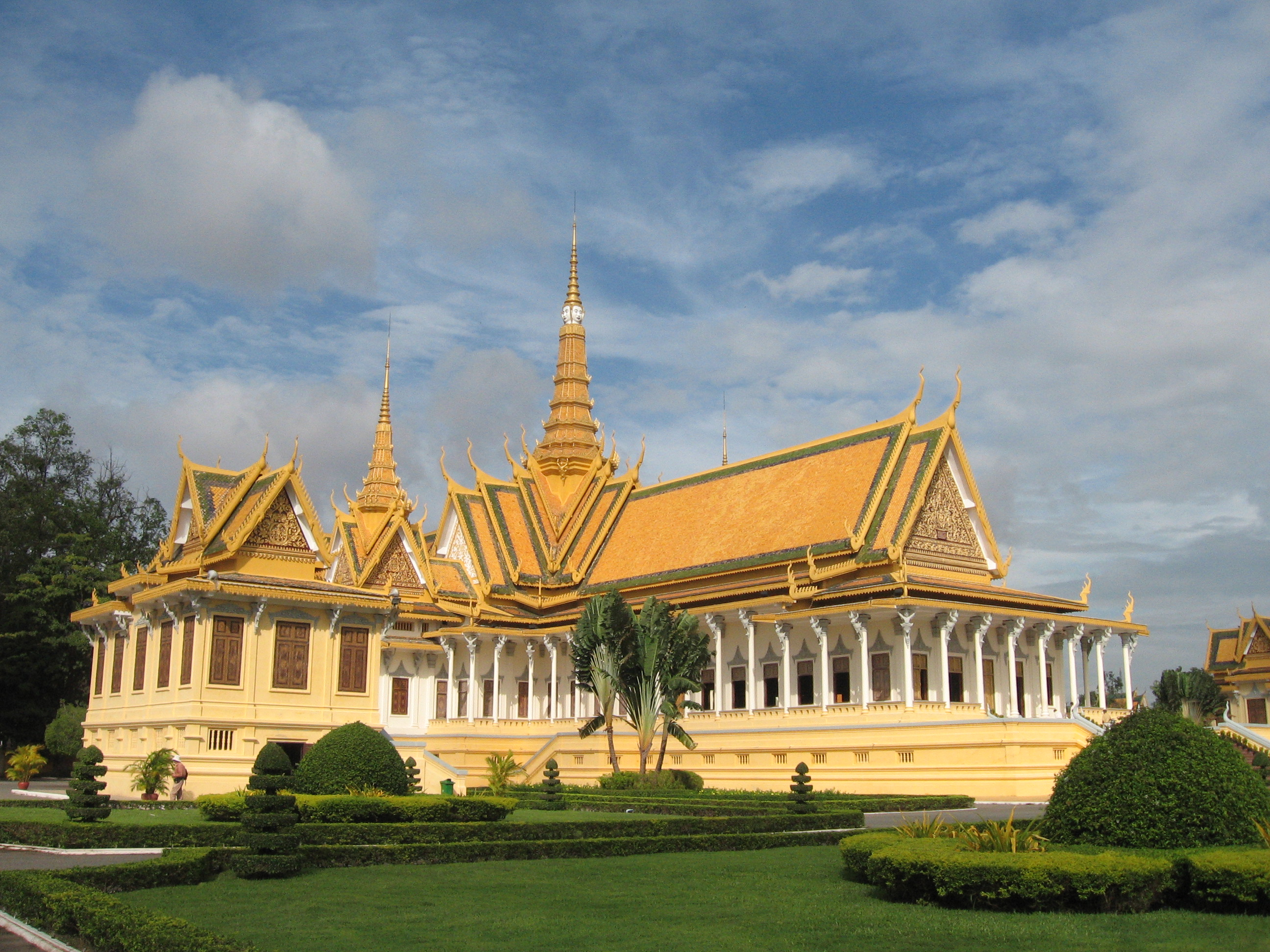
Le palais du Trône.

Le Preah Thineang Dheva Vinnichay ou salle du Trône (khmer : ព្រះទីនាំង ទេ វា វិនិច្ឆ័យ) signifie « le siège sacré du jugement ».
La salle du Trône est l'endroit où les confidents du roi, des généraux et officiers royaux  se réunissaient autrefois. Elle sert encore aujourd'hui pour les cérémonies religieuses et royales (comme les couronnements et les mariages royaux) c'est aussi un lieu de rencontre pour les clients du roi. Le bâtiment en forme de croix est couronné de trois flèches. La flèche centrale haute de mètres 59 est surmontée d'une tête de Brahmā à quatre visages. Un trône royal et des bustes d'anciens rois cambodgiens se trouvent à l'intérieur. C'est le deuxième bâtiment à être construit sur ce site, le premier ayant été démoli en 1915. Le bâtiment actuel a été construit en 1917 et inauguré par le roi Sisowath en 1919. Le bâtiment mesure 30x60 mètres. Comme tous les bâtiments et structures du Palais, la salle du trône est orientée vers l'est, la matinée est le meilleur moment pour la photographier. Pendant la visite noter les trônes (Reach Balaing sur le devant et Preah Thineang Bossobok à l'arrière un peu plus haut) et les magnifiques fresques du Reamker (en) au plafond .

### Pavillon du clair de lune

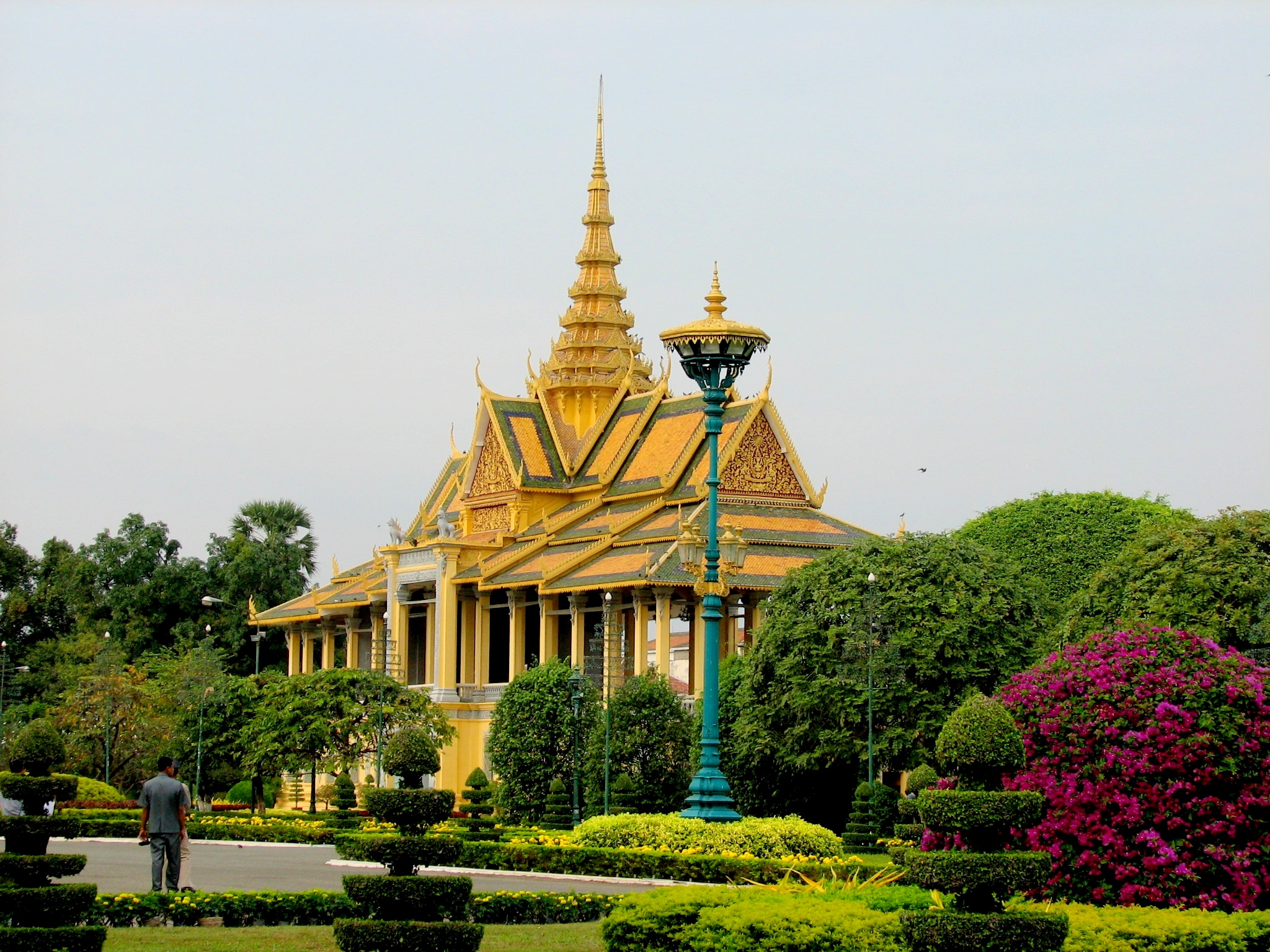
Le pavillon du clair de lune.

Le Preah Thineang Chan Chhaya, ou « pavillon du clair de lune », est un pavillon en plein air qui sert de scène pour la danse classique khmère. C'est l'un des édifices les plus remarquables du palais. Il est facilement visible de l'extérieur, puisqu'il est construit près de l'enceinte du palais.
Le pavillon actuel est le second pavillon Chanchhaya, il a été construit en 1913-14, sous le roi Sisowath. Il est d'une conception similaire au pavillon en bois qu'il a remplacé, construit sous le roi Norodom Ier.
Le pavillon sert aux représentations des danseuses royales, comme tribune pour le roi qui fait alors face aux foules et pour accueillir des banquets royaux. Plus récemment, le pavillon a été utilisé pour un banquet et comme tribune pour le nouveau roi Norodom Sihamoni lors de son couronnement en 2004.

### Pagode d'Argent

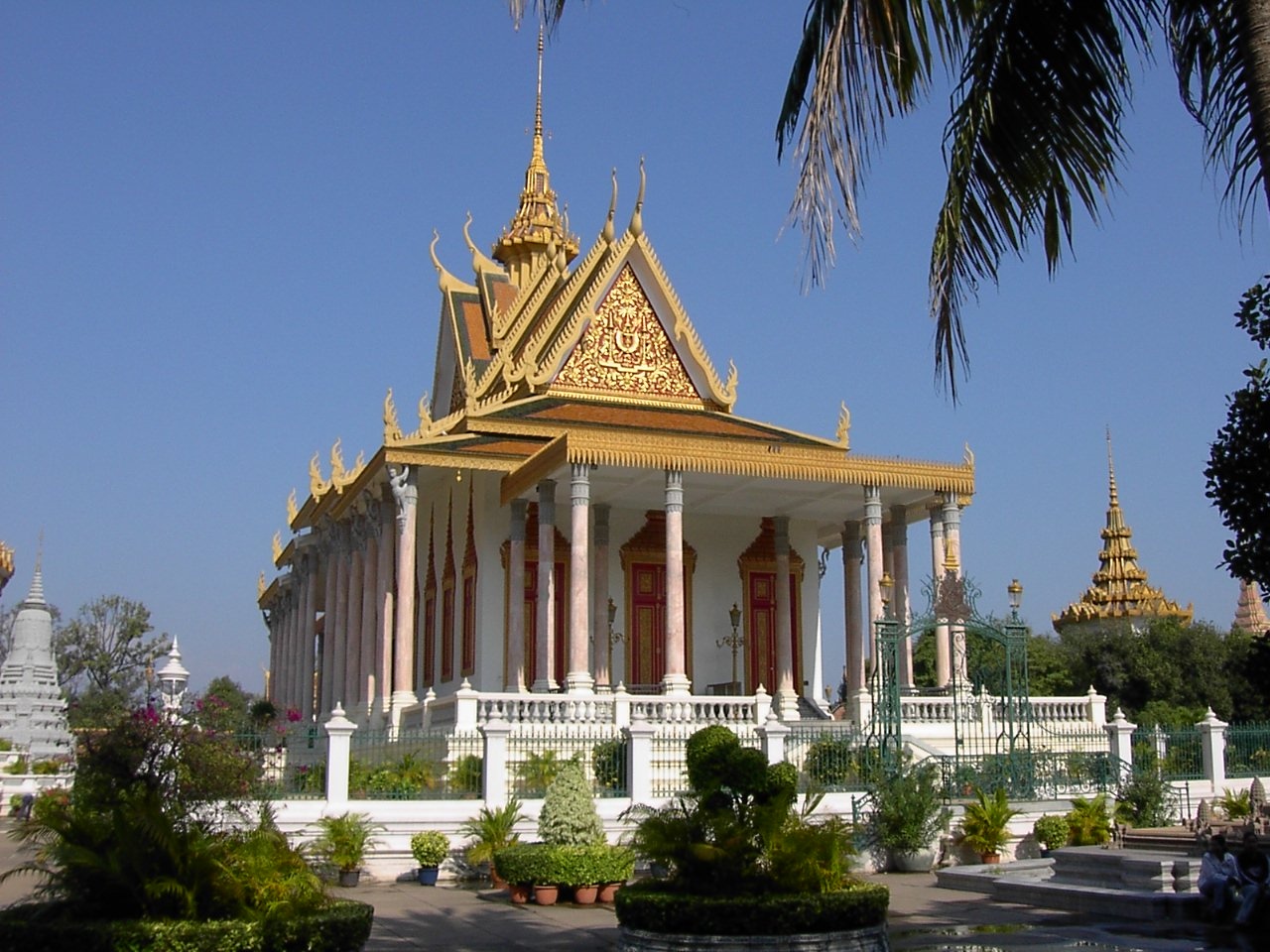
La pagode d'argent.

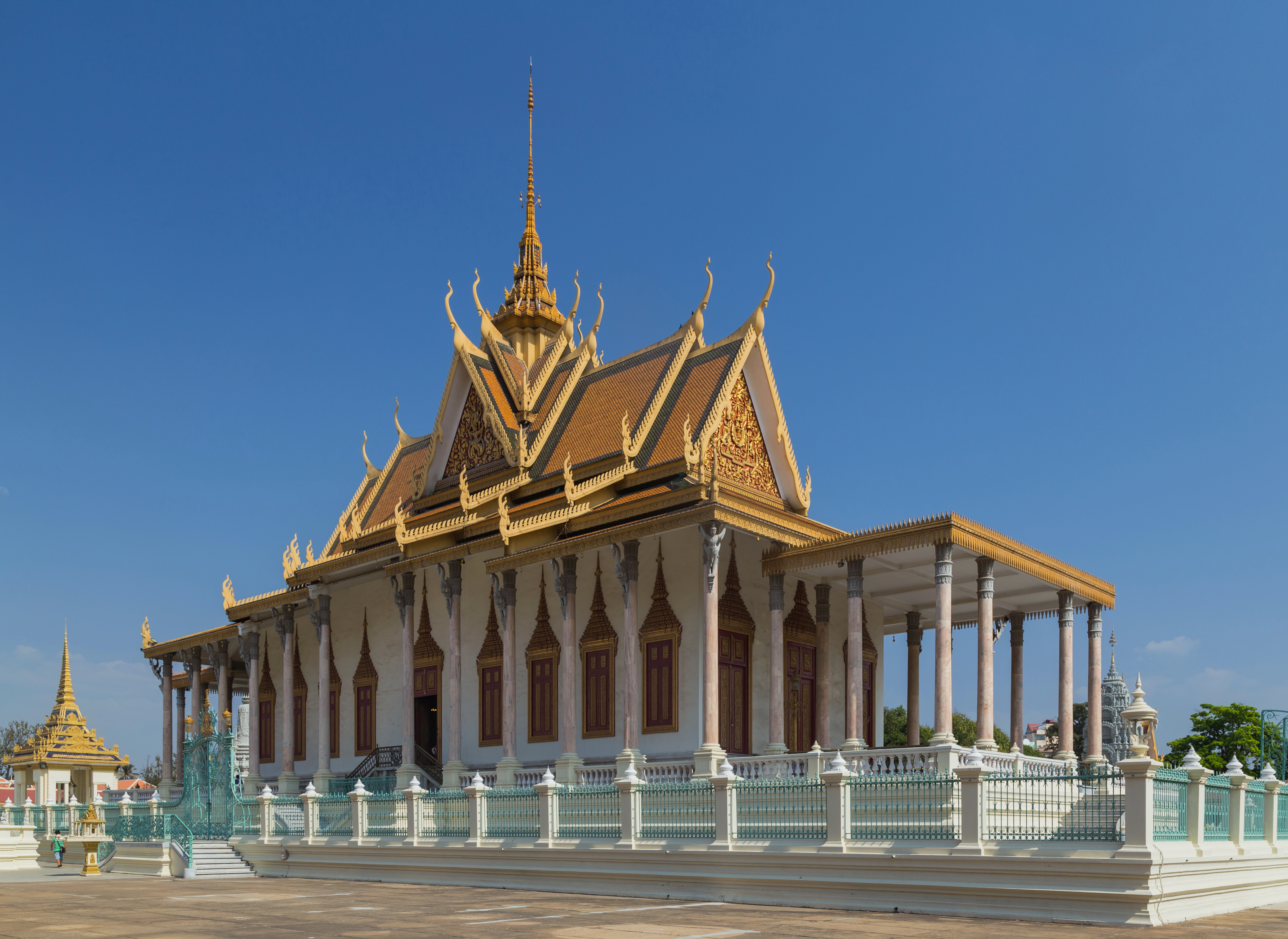
Autre vue de la pagode d'argent.

La pagode d'Argent (en khmer Vat Preah Kaev Morokot វត្តព្រះកែវមរកត, en abrégé Vat Preah Kaev វត្តព្រះកែវ) est située sur le côté sud du complexe. Il s'agit d'un temple royal, officiellement appelé Preah Vihear Preah Keo Morakot, mais communément appelé Wat Preah Keo. Ses bâtiments principaux abritent de nombreux trésors nationaux comme des statues de Bouddha en or et en pierres précieuses : la plus remarquable date du XIXe siècle elle est en cristal de Baccarat, ce « Bouddha d'Émeraude » du Cambodge est quasiment grandeur nature, le Bouddha Maitreya incrusté de diamants vêtus de 9 584 insignes royaux commandés par le roi Sisowath (1840-1927). Pendant le règne du roi Sihanouk dans la période pré-Khmer rouge, la pagode d'Argent était pavée de plus de 5 000 carreaux d'argent et une partie de sa façade extérieure a été rénovée avec du marbre italien. Toutefois, seule une petite zone de ces tuiles est visible près de l'entrée.

### Palais Khémarin

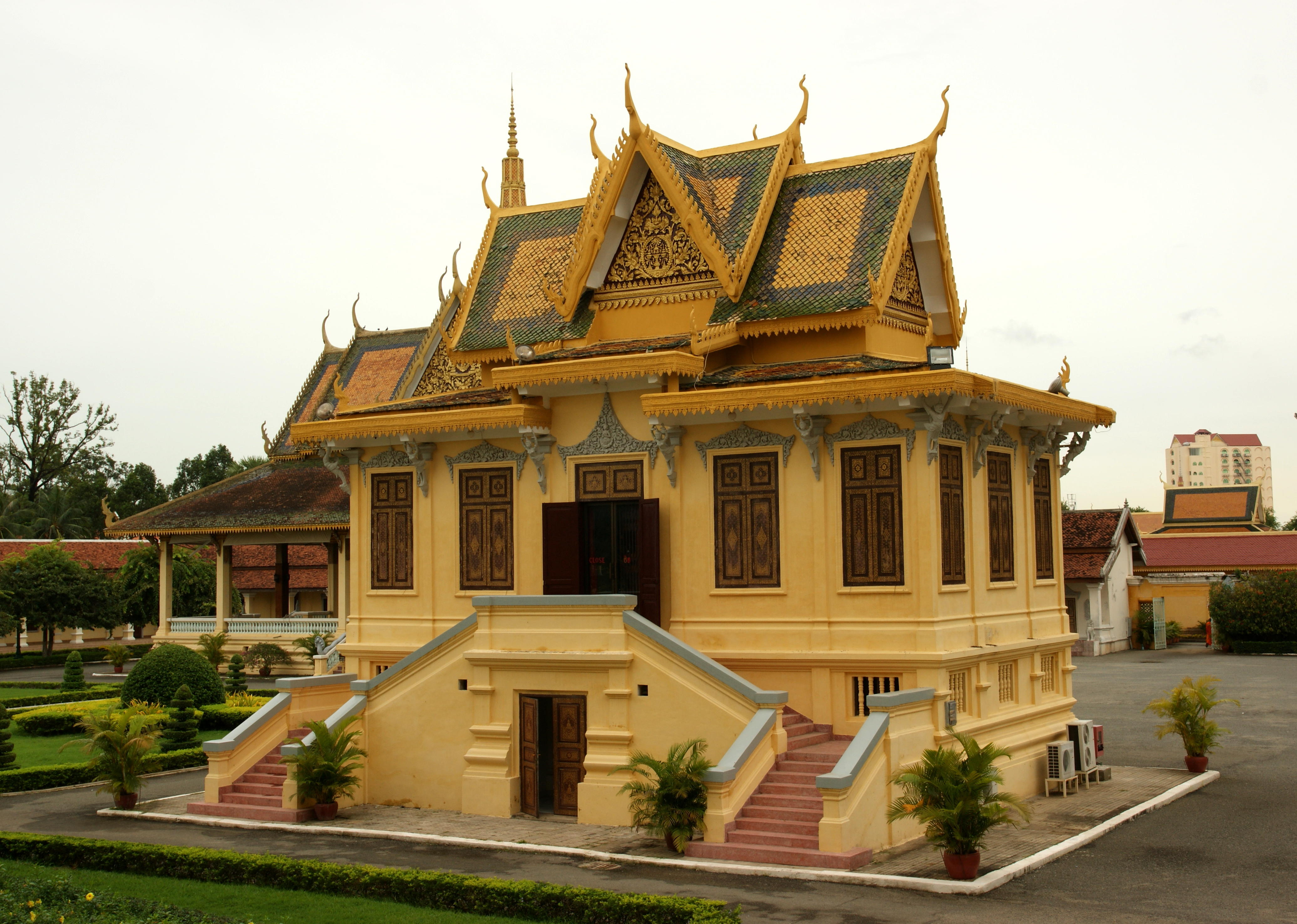
Le palais Khémarin

Palais Khémarin est le nom courant du Prasat Khémarin (temple ou palais pour Khmer + Indra), ou en khmer le « palais du Roi Khmer. » Il est utilisé comme résidence par le roi. Ce complexe est séparé des autres bâtiments par un petit mur et se trouve à droite de la salle du trône. Le bâtiment principal est surmonté d'un prang.

### Autres structures

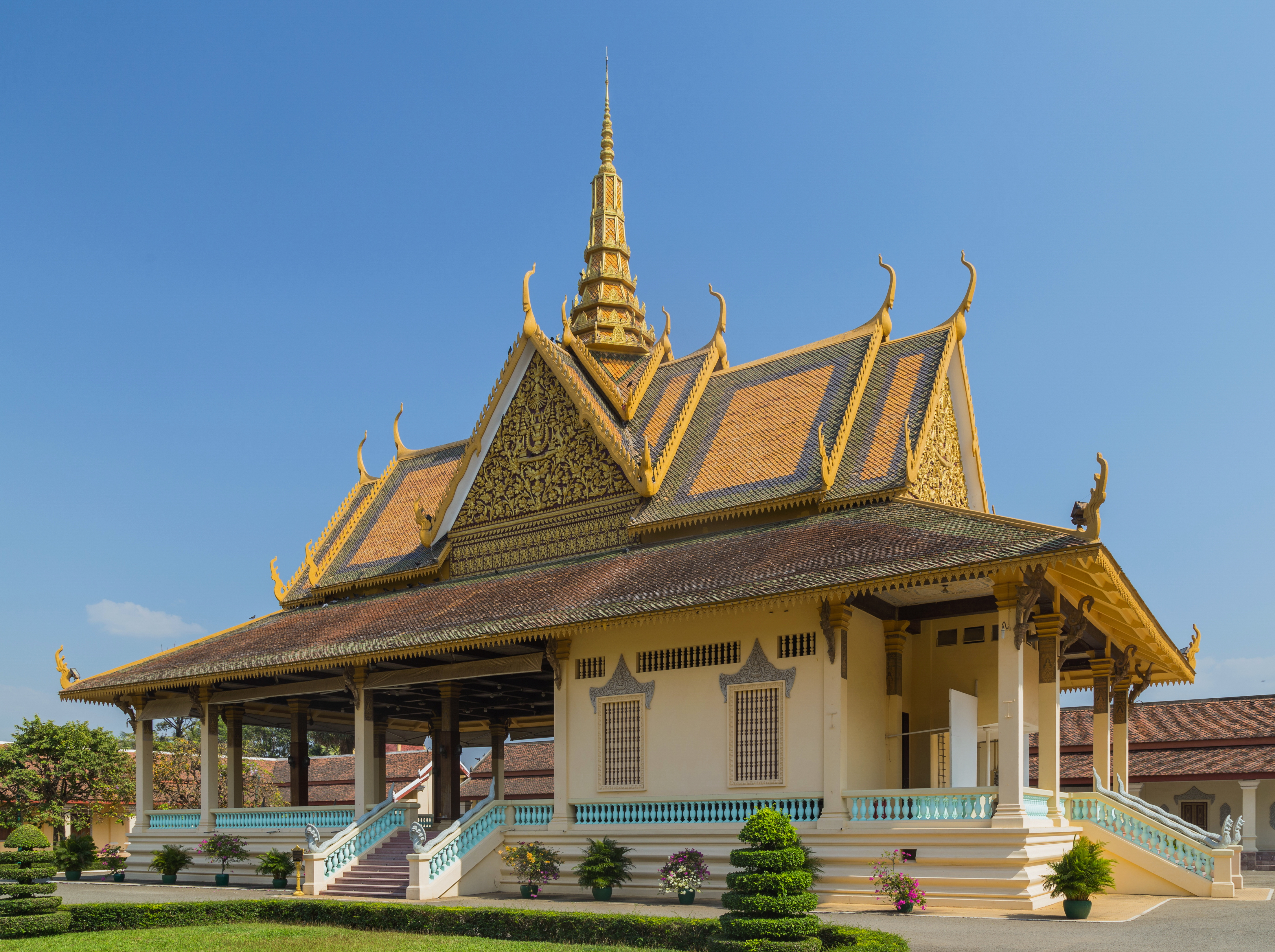
Preah Tineang Phhochani

Parmi les autres structures, on peut mentionner Hor Samran Phirun, Hor Samrith Phimean, Damnak Chan, le Pavillon Phochani (salle de danse), le Pavillon Serey Monkol (salle de conférence royale), le Pavillon du roi Jayavarman VII, Vihear Suor (chapelle royale), la Villa Kantha Bopha, la Villa Chumpou, la Villa Sahametrei, et quelques bâtiments moins importants dans la zone fermée au public.

### Jardins
Le palais dispose de différents jardins avec des fleurs et des plantes tropicales, telles qu'Allamanda cathartica, Couroupita guianensis et Jatropha integerrima.

## Le palais royal aujourd'hui
Le palais royal a subi des modifications majeures au fil du temps, presque tous les bâtiments de l'époque du roi Norodom ont été démolis. Le salon du Roi (fermé au public) a également subi de grands changements. Dans les années 1960 la pagode d'Argent a subi un énorme rajeunissement, ses tuiles ont été remplacées et le bâtiment a reçu de nouvelles peintures.
Le palais a toujours été une attraction touristique populaire à Phnom Penh. Les visiteurs peuvent se promener dans la Pagode d'Argent et le complexe central comprenant la Salle du Trône et le pavillon Chan Chhaya. Le salon du Roi, qui prend effectivement la moitié de la surface au sol du palais total, y compris Khémarin Palace, Villa Kantha Bopha, Serey Mongkol Pavillon, jardins royaux, et un certain nombre d'autres bâtiments et pavillons, est fermé au public.

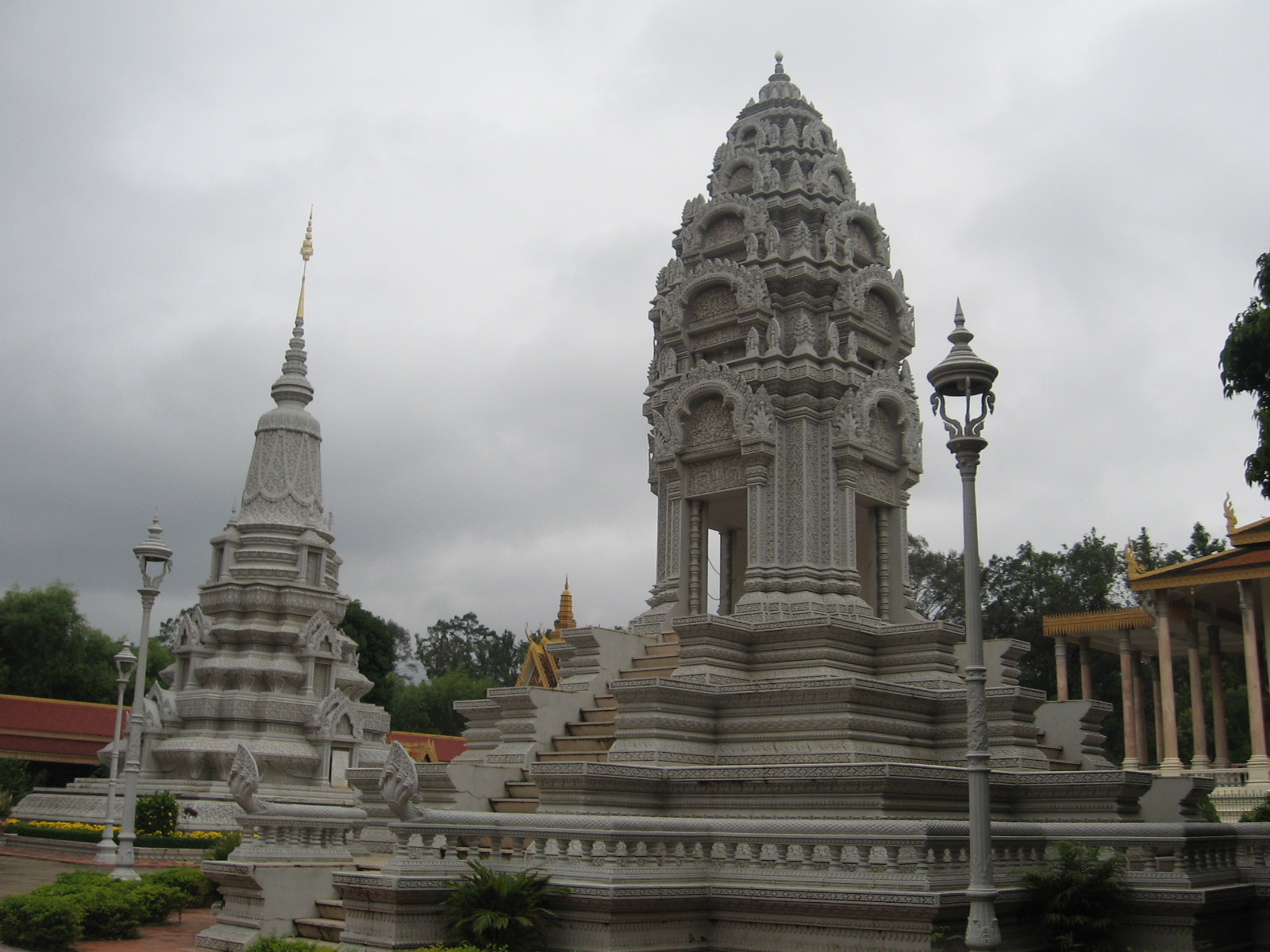
Des stupas dans le complexe.